# دیر الصلیب
دیر الصلیب (به عربی: دیر الصلیب) یک روستا در سوریه است که در ناحیه مرکزی مصیاف واقع شده‌است. دیر الصلیب ۲٬۹۴۶ نفر جمعیت دارد.